# Alexandru Popa (deputat)
Alexandru Popa (n. 6 august 1990, Cireșu, Brăila, România) este un deputat român, ales, prin redistribuire, în legislatura 2020 din partea PNL.